# Jan van Virneburg
Jan van Virneburg (gestorven op 23 juni 1371) (ook wel Jan van Verneburg) was bisschop van Münster van 1363 tot 1364 en van Utrecht van 1364 tot 1371.
Na de overplaatsing van bisschop Jan van Arkel van Utrecht naar Luik werd Jan van Virneburg door paus Urbanus V overgeplaatst van Münster naar Utrecht. Zijn bewind was geen succes. Tijdens de vacature al sloten de kapittels en de stad Utrecht zich aaneen om hun rechten vast te leggen in de zogenaamde Overdrachte. Jan was mede daardoor een zwakke leider, die gedwongen was de politiek van de Staten te volgen. Hij was niet in staat de krachtige lijn van zijn voorganger voort te zetten. Hij had geen bezwaar tegen de eisen van de kapittels en de steden Utrecht en Amersfoort. Hij beloofde de rechtspraak over leken slechts uit te oefenen met medewerking van de kapittels en zonder toestemming van de prelaten geen kastelen of gerechten te verpanden. Op deze manier droeg hij bij aan de opkomst van de standen. Jan van Virneburg zette het werk van zijn voorgangers voort om de adel te degraderen. Tijdens de oorlog tegen graaf Albrecht van Holland van 1369-1371 leed hij verschillende nederlagen en tijdens een expeditie naar Twente werd hij in Goor gevangengenomen. Alleen voor een zware losprijs kreeg hij zijn vrijheid terug en daarvoor moest hij het Oversticht en het ambt Vollenhove verpanden.
- Biografisch Portaal: 00668784
- Gemeinsame Normdatei: 136263275
- International Standard Name Identifier: 0000 0000 5612 0803
- Nationale Bibliotheek van Tsjechië: ola2014846893
- Virtual International Authority File: 81326200
- WorldCat: E39PBJtX3QCWrbXQcKHdJjxYyd